# Junctional adhesion molecule
JAM（Junctional adhesion molecule）は、細胞間結合の様式の1種であるタイトジャンクション（密着結合）を構成する一群のタンパク質である。

## 構造
JAMファミリーは、８〜９種類のメンバーからなる約30 kDa（キロダルトン）の１回膜貫通タンパク質である。細胞外に１つのイムノグロブリン様ドメインを持ち、細胞内には比較的短い尾部を持つ。

## 機能と疾患
JAM-Aはクローディンとともに密着結合において隣接細胞の細胞膜を近接させる役割を持つ。他のメンバーについては機能がまだ解明されていない。

## 発見の経緯
JAM-Aは1999-2001年に複数のグループによって報告された。